# The Platters
The Platters va ser un grup vocal de cantants sorgits al principi de l'era del rock and roll. El seu estil era un pont entre la tradició del pre-rock Tin Pan Alley i el nou gènere creixent. Estava compost per diversos cantants essent els més coneguts el tenor Tony Williams, David Lynch, Paul Robi, Herb Reed, i Zola Taylor.
Herb Reed va donar el nom de The Platters a aquest grup.
The Platters es va formar a Los Angeles l'any 1953 i inicialment estaven dirigits per Ralph Bass. El grup original era format per(Alex Hodge, Cornell Gunter, David Lynch, Joe Jefferson, Gaynel Hodge i Herb Reed i van contractar amb Federal Records, però no van tenir gaire èxit fins a contractar el compositor Buck Ram, amb ell enregistraren la cançó Only You (And You Alone), originàriament escrita per Ram per als Ink Spots.
A Only you li seguí The Great Pretender, que va ser el seu primer hit als Estats Units, Freddie Mercury amb Queen en va fer una coneguda versió.
Altres èxits van ser les cançons com I'm Sorry (#11) i He's Mine (#23) el 1957, Enchanted (#12) el 1959, i The Magic Touch (#4) el 1956
The Platters també diferien d'altres grups musicals perquè Ram havia incorporat (registrar la corporació com a persona jurídica) el grup i perquè cada membre rebia una part del 20% dels beneficis.
El grup passà al Rock and Roll Hall of Fame el 1990.

## Disputes legals
Hi va haver moltes disputes legals entre els seus membres incloent Sonny Turner, Zola Taylor, Ritchie Jones (membre entre 1984-85), Milton Bullock (membre entre 1967-70) amb altres grups musicals.
Poc abans de morir de càncer de pàncrees l'1 de febrer de 1989, Paul Robi va guanyar una batalla legal contra Ram i va tenir una compensació econòmica i el dret d'usar el nom dels The Platters. Més tard aquest dret va passar a Herb Reed però el 2002 aquest dret va tornar a  A The Five Platters, Inc. and Jean Bennett.
Actualment hi ha quatre grups que usen el nom de The Platters: The Buck Ram Platters, Herb Reed and His Platters, Monroe Powell and The Platters, i Sonny Turner (anteriorment cantant principal dels The Platters).
El darrer membre fundacional del grup Herb Reed morí el juny de 2012 als 83 anys. Reed va ser l'únic membre del grup en aparèixer en tots els enregistraments originals dels Platters.

## Posició dels singles
| 7/1955  | Only You (And You Alone)                 | 5   | 1  | 5  |   |
| 11/1955 | The Great Pretender                      | 1   | 1  | 5  |   |
| 2/1956  | (You've Got) The Magic Touch             | 4   | 4  |    |   |
| 6/1956  | My Prayer                                | 1   | 1  | 4  |   |
| 6/1956  | Heaven on Earth                          | 39  | 13 |    |   |
| 8/1956  | You'll Never Never Know                  | 11  | 9  | 23 |   |
| 8/1956  | It Isn't Right                           | 13  | 10 | 23 |   |
| 11/1956 | On My Word of Honor                      | 20  | 7  |    |   |
| 11/1956 | One in a Million                         | 31  | 11 |    |   |
| 2/1957  | I'm Sorry                                | 11  | 15 | 18 |   |
| 2/1957  | He's Mine                                | 16  | 5  |    |   |
| 4/1957  | My Dream                                 | 24  | 7  |    |   |
| 8/1957  | Only Because                             | 65  |    |    |   |
| 12/1957 | Helpless                                 | 56  |    |    |   |
| 4/1958  | Twilight Time                            | 1   | 1  | 3  | 1 |
| 6/1958  | You're Making a Mistake                  | 51  |    |    |   |
| 9/1958  | I Wish                                   | 42  |    |    |   |
| 9/1958  | It's Raining Outside                     | 93  |    |    |   |
| 10/1958 | Smoke Gets in Your Eyes                  | 1   | 3  | 1  | 1 |
| 2/1959  | Enchanted                                | 12  | 9  |    |   |
| 5/1959  | Remember When                            | 41  |    | 25 |   |
| 9/1959  | Where                                    | 44  |    |    |   |
| 9/1959  | Wish It Were Me                          | 61  |    |    |   |
| 1/1960  | Harbor Lights                            | 8   | 15 | 11 |   |
| 1/1960  | Sleepy Lagoon                            | 65  |    |    |   |
| 5/1960  | Ebb Tide                                 | 56  |    |    |   |
| 5/1960  | (I'll Be With You) In Apple Blossom Time | 102 |    |    |   |
| 8/1960  | Red Sails in the Sunset                  | 36  |    |    |   |
| 10/1960 | To Each His Own                          | 21  |    |    |   |
| 1/1961  | If I Didn't Care                         | 30  |    |    |   |
| 1961    | Trees                                    | 62  |    |    |   |
| 7/1961  | I'll Never Smile Again                   | 25* | 17 |    |   |
| 12/1961 | You'll Never Know                        | 109 |    |    |   |
| 11/1961 | Song For the Lonely                      | 115 |    |    |   |
| 1/1962  | It's Magic                               | 91  |    |    |   |
| 4/1966  | I Love You 1000 Times                    | 31  | 6  |    |   |
| 9/1966  | Devri                                    | 111 |    |    |   |
| 11/1966 | I'll Be Home                             | 97  |    |    |   |
| 2/1967  | With This Ring                           | 14  | 12 |    |   |
| 6/1967  | Washed Ashore                            | 56  | 29 |    |   |
| 10/1967 | Sweet, Sweet Lovin'                      | 70  | 32 |    |   |
| 8/1968  | Hard To Get a Thing Called Love          | 125 |    |    |   |

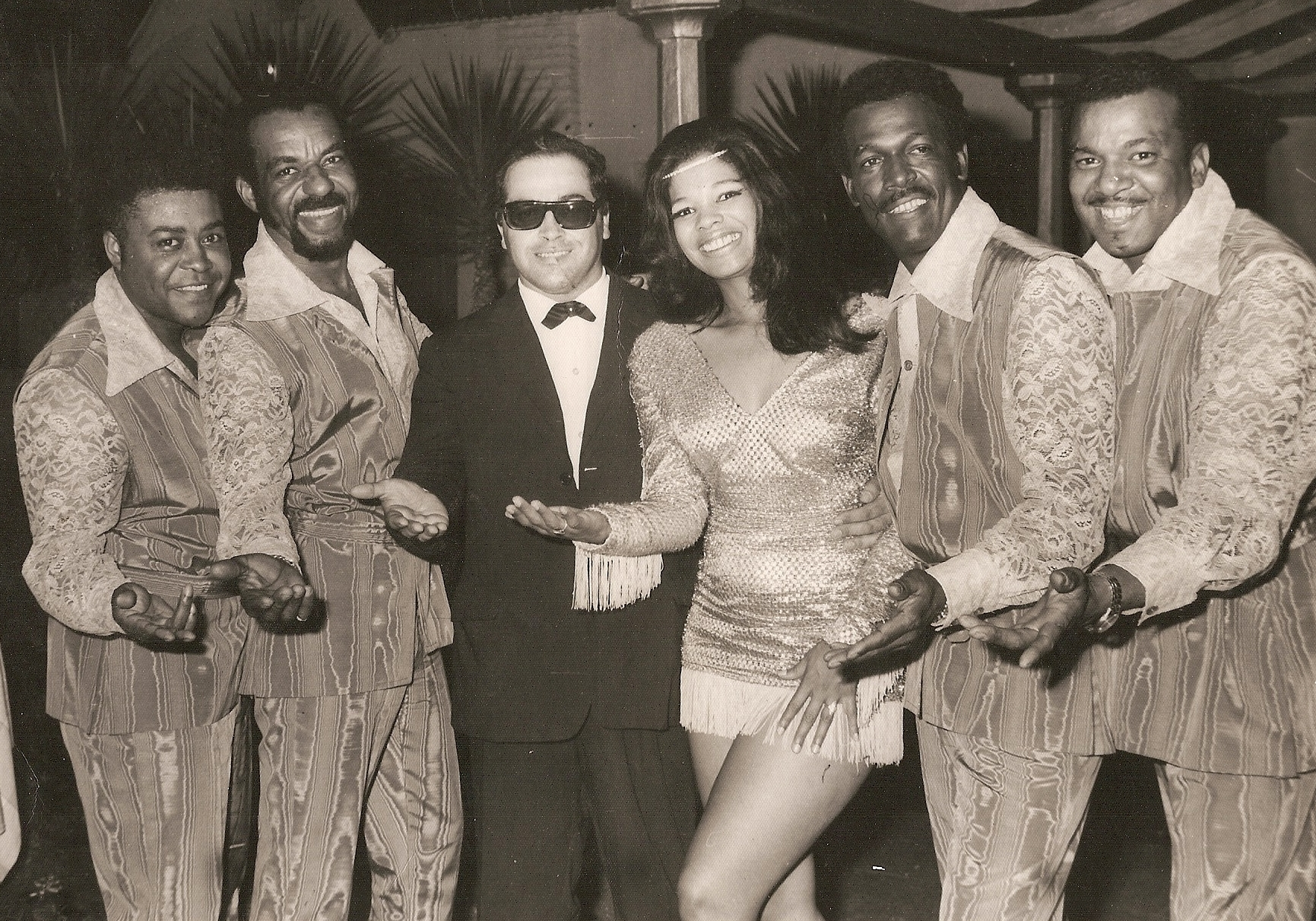
The Platters el 1970

- I'll Never Smile Again també va arribar a la posició 7